# Los Barrios de Luna
Los Barrios de Luna est une commune d'Espagne dans la province de León, communauté autonome de Castille-et-León. 

## Géographie et démographie
Los Barrios de Luna s'étend sur 94,29 km2 et comptait environ 317 habitants en 2011.